# Decano di sala dell'anticamera pontificia
Il decano di sala dell'anticamera pontificia è un membro laico della famiglia pontificia e responsabile dell'appartamento pontificio.

## Funzioni
Il decano di sala dell'anticamera pontificia è responsabile dell'appartamento pontificio, o delle Udienze, coordina i sediari pontifici nel servizio di accoglienza, cerimoniale, ordine ed è coadiuvato da un sotto decano. È scelto generalmente tra i sediari pontifici con maggiore anzianità di servizio o anche tra coloro che hanno svolto la funzione di aiutante di camera di Sua Santità, e si differenzia nell'abbigliamento per il classico frac di colore nero e sparato bianco, sul quale indossa il "collare" proprio dei sediari, soltanto realizzato in oro anziché argento.
Come indica la sua denominazione, il decano di sala dell'anticamera pontificia, è anche responsabile del buon governo dell'appartamento pontificio del quale è preposto alla vigilanza e alla cura delle sale, alla regolamentazione degli accessi, e allo svolgimento delle funzioni specialmente quelle a carattere diplomatico. Accompagna il papa negli spostamenti all'interno dell'appartamento e dirige tutte le udienze del pontefice, ivi comprese quelle tenute in altri luoghi del Vaticano, quali la basilica vaticana, piazza San Pietro o l'aula Paolo VI e, quando il papa ne fa uso, nel Palazzo Pontificio di Castel Gandolfo.  
Attualmente il decano è Roberto Stefanori.